# Jesus exorcizando o cego e mudo

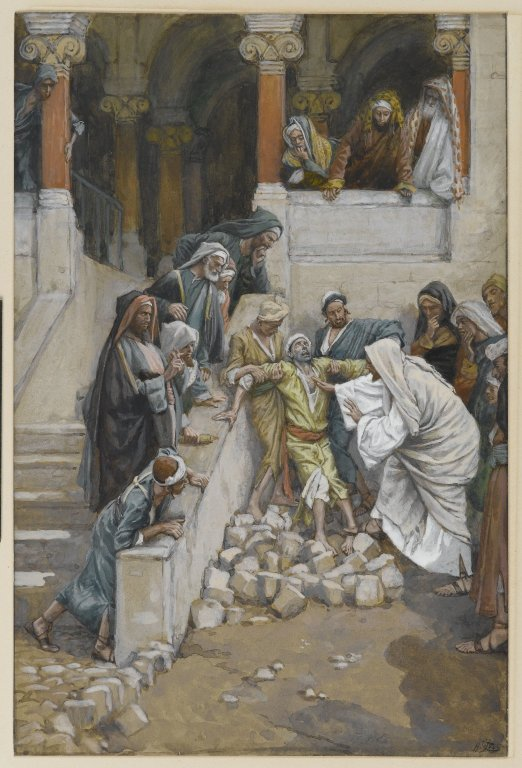
Jesus curando o cego e mudo
1886-94. Por James Tissot, atualmente no Brooklyn Museum, em Nova Iorque.

Jesus exorcizando o cego e mudo é um dos milagres de Jesus, narrado nos evangelhos sinóticos em Mateus 12:22–32, Lucas 11:14–23 e Marcos 3:20–30.

## Milagre
De acordo com os evangelhos, Jesus curou um homem possuído por demônios que estava era cego e mudo, recuperando-lhe tanto a voz quanto a visão. As pessoas que presenciaram o ato ficaram maravilhadas e perguntaram "É este, porventura, o filho de Davi?" (uma referência ao Messias esperado pelos judeus).
Contudo, ao ouvir a multidão, os fariseus disseram "Este não expele os demônios senão por Belzebu, chefe dos demônios.", ao que Jesus teria respondido:
| “ | «Todo o reino dividido contra si mesmo será desolado, e toda a cidade, ou casa, dividida contra si mesma não subsistirá. Se Satanás expele a Satanás, está dividido contra si mesmo; como, então, subsistirá o seu reino? Se eu expulso os demônios por Belzebu, por quem os expelem vossos filhos? Por isso eles mesmos serão os vossos juízes. Mas se pelo Espírito de Deus eu expulso os demônios, logo é chegado a vós o reino de Deus.» (Mateus 12:25–28) | ” |